# Torrecillas de la Tiesa
Torrecillas de la Tiesa è un comune spagnolo di 1 190 abitanti situato nella comunità autonoma dell'Estremadura.